# Wiechert’sche Erdbebenwarte

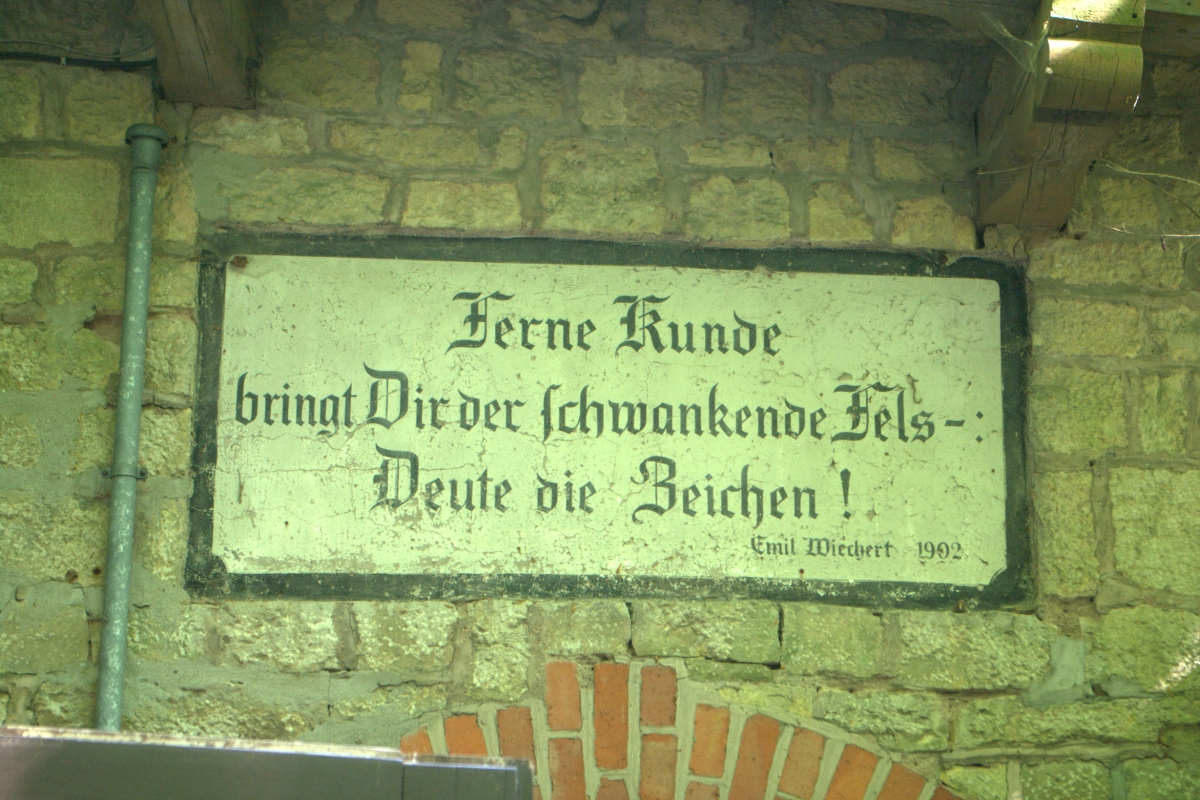
Inschrift von Wiechert über dem Eingang zum Alten Erdbebenhaus

Die Wiechertsche Erdbebenwarte war eine Erdbebenwarte am Hang des Wartebergs, eines Ausläufers des Hainbergs, bei Göttingen.
Sie wurde 1902 unter der Leitung von Emil Wiechert gebaut, nachdem an der Universität Göttingen das weltweit erste Institut für Geophysik eingerichtet worden war. 1925 wurde die Erdbebenwarte durch das so genannte Neue Erdbebenhaus erweitert. Sie beherbergt mehrere von Wiechert entwickelte Seismographen. Diese sind die ältesten ihrer Art und wurden Vorbild für viele weitere Seismographen. Außerdem handelt es sich um die einzigen Seismographen, die seit über 100 Jahren bis heute fast ununterbrochen Daten aufzeichnen. Damit ist die Wiechertsche Erdbebenwarte die einzige Einrichtung, die den direkten Vergleich großer Erdbeben der Vergangenheit, wie beispielsweise das Erdbeben von San Francisco 1906, mit heutigen Erdbeben ermöglicht.
Bis zum Jahr 2005 wurde die Erdbebenwarte von der Universität Göttingen betrieben. Als der Betrieb eingestellt werden sollte, wurde die Hälfte des Geländes vom Verein Wiechert’sche Erdbebenwarte Göttingen e.V. übernommen, um den Betrieb fortzuführen und die Erdbebenwarte für die Öffentlichkeit zugänglich zu machen.

## Geschichtlicher Hintergrund
Im Jahr 1897 kommt Emil Wiechert aus Königsberg nach Göttingen, wo ihm die Konstruktion eines Seismographen gelingt, der wissenschaftlich brauchbare Aufzeichnungen über den Aufbau des Erdinneren liefert. Im Folgejahr wird er außerordentlicher Professor und Direktor des Erdmagnetischen Instituts. Im Herbst des Jahres 1901 zieht das erweiterte Institut für Geophysik in das Erdbebenhaus auf dem Hainberg ein, das im Jahr 1902 den Betrieb aufnimmt. Im Januar 1903 beginnen die kontinuierlichen seismischen Aufzeichnungen mit dem astatischen Horizontalseismographen. Ab 1905 kommen die Aufzeichnungen mit dem Vertikalseismographen sowie das 17-Tonnen-Pendel zum Einsatz. Die Wiechertschen Horizontalseismographen werden außer in Göttingen bis 1906 auch in Leipzig, Potsdam, Straßburg, Jena, Hamburg, Uppsala und auf Samoa eingesetzt. So gelang die vollständige Aufzeichnung der P-, S- und Oberflächenwellen des Erdbebens von San Francisco. Im Jahr 1908 beginnen die Versuche mit der Mintrop-Kugel. Die Aufzeichnungen der Erdbebenwarte können jegliche Erprobung nuklearer Explosionen im Erdboden registrieren.
Seit dem Jahr 2003 findet in der Erdbebenwarte keine seismische Forschung mehr statt und im Jahr 2005 stellte das Institut für Geophysik den Betrieb der Erdbebenwarte ein. Das Gelände wurde vom Land Niedersachsen zum Kauf angeboten und ein Teil ging in den Besitz des Vereins Wiechert’sche Erdbebenwarte Göttingen e.V. über, der die Warte wieder in Betrieb nahm und so die mehr als einhundert Jahre genutzte Technik für Besucher zugänglich machte. Durch einen Antrag auf Denkmalschutz konnte der Abriss der historisch wertvollen Gebäude verhindert werden.

## Mintrop-Kugel-Fallturm

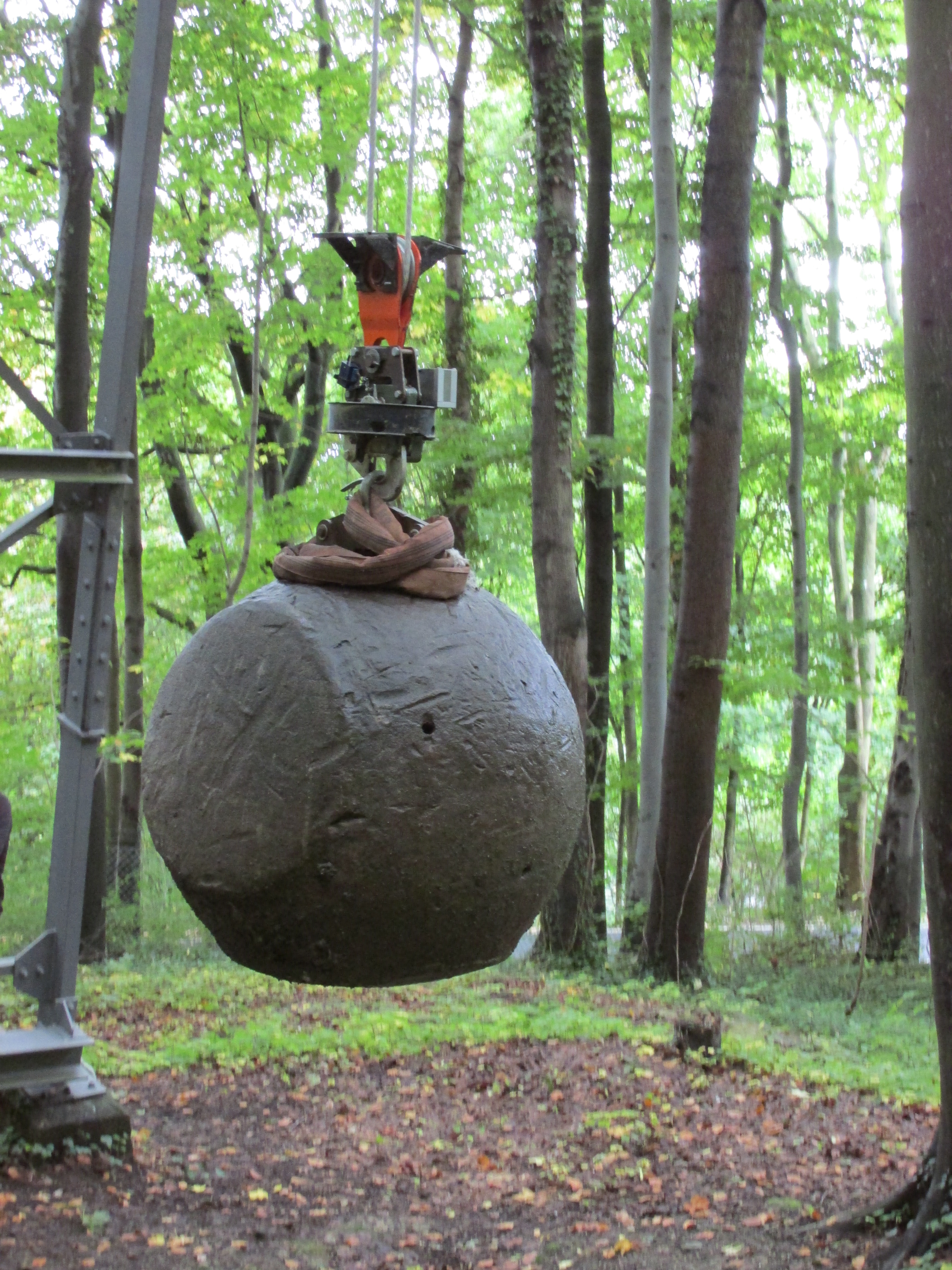
Mintrop-Kugel

Auf dem Gelände befindet sich auch die so genannte Mintrop-Kugel, welche ab 1908 von Ludger Mintrop verwendet wurde, um kleine, künstliche Erdbeben zu erzeugen. Die vier Tonnen schwere Stahlkugel wurde dazu von einem 14 Meter hohen Gerüst fallen gelassen. Mintrop war ein Schüler von Wiechert und gilt als Mitbegründer der modernen Geophysik. Die Erschütterungen zeichnete er mit sogenannten transportablen Seismographen auf. Es gelang ihm ein dreidimensionales Bild der Bereiche unter der Erdoberfläche zu erstellen. Dadurch konnten beispielsweise die Grenzbereiche zwischen festen und flüssigen Gesteinsschichten lokalisiert und Rückschlüsse auf die Beschaffenheit geologischer Strukturen nahe der Oberfläche gezogen werden. Mit den gewonnenen Erkenntnissen entwickelte Mintrop das Verfahren der Refraktionsseismik und gründete die Firma Seismos zur Exploration von Rohstofflagerstätten, welche insbesondere durch die Entdeckung bedeutender Ölfelder bekannt wurde.

## Altes und Neues Erdbebenhaus
Im Hauptraum des sogenannten „Alten Erdbebenhauses“ befinden sich drei funktionsfähige Messgeräte, die seit 1902 in Betrieb sind: Ein astatischer Horizontalseismograph, das 17-Tonnen-Pendel und der Vertikalseismograph. Das Gebäude steht mit einer Bodenplatte aus Stampfbeton auf einem Untergrund aus felsigem Muschelkalk, es schützt die empfindlichen seismischen Messgeräte vor Wärme und Feuchtigkeit. Das Erdbebenhaus besteht aus einem Vorraum, dem Instrumentenraum und einem Berußungsraum zur Herstellung der Rußpapiere, auf denen die seismographischen Aufzeichnungen erfolgen. Diese Papierrollen werden anschließend mit Lack behandelt, um die Aufzeichnungen dauerhaft lagern zu können.
Im Jahr 1925 wurde an der Nordostseite des Erdbebenhauses das „Neue Erdbebenhaus“ gebaut. Das Gebäude diente dem Institut zur Entwicklung neuer Seismographen und enthielt zudem eine Eichvorrichtung. In einem Raum mit historischen Geräten finden Vorführungen für Besuchergruppen statt. Des Weiteren befindet sich hier seit 2005 ein modernes Breitbandseismometer. Die Göttinger Erdbebenwarte ist Mitglied im Netzwerk deutscher Erdbebenstationen. Die Daten werden über das Internet kontinuierlich an die Bundesanstalt für Geowissenschaften und Rohstoffe (BGR) in Hannover übertragen.

## Die Samoa-Hütte und die Astronomische Hütte
Auf der Halbinsel Mulinun (Samoa) im westlichen Pazifik wurde für die deutschen Forscher im Jahr 1902 eine Außenstelle der Göttinger Erdbebenwarte eingerichtet. Die Messstation hatte eine ausreichende Entfernung, um vergleichende geophysikalische Werte erfassen zu können.
Die Astronomische Hütte stammt aus dem Jahr 1902 und beherbergt ein auf einem großen Steinsockel gelagertes Passageninstrument. Dieses Instrument wurde auf das Firmament ausgerichtet und diente der astronomischen Zeitbestimmung. Ein elektrischer Impuls wurde dabei mit dem Seismogramm verknüpft, so dass die seismischen Daten, die weltweit an unterschiedlichen Orten erfasst wurden, synchronisiert werden konnten.

## Das Gaußhaus

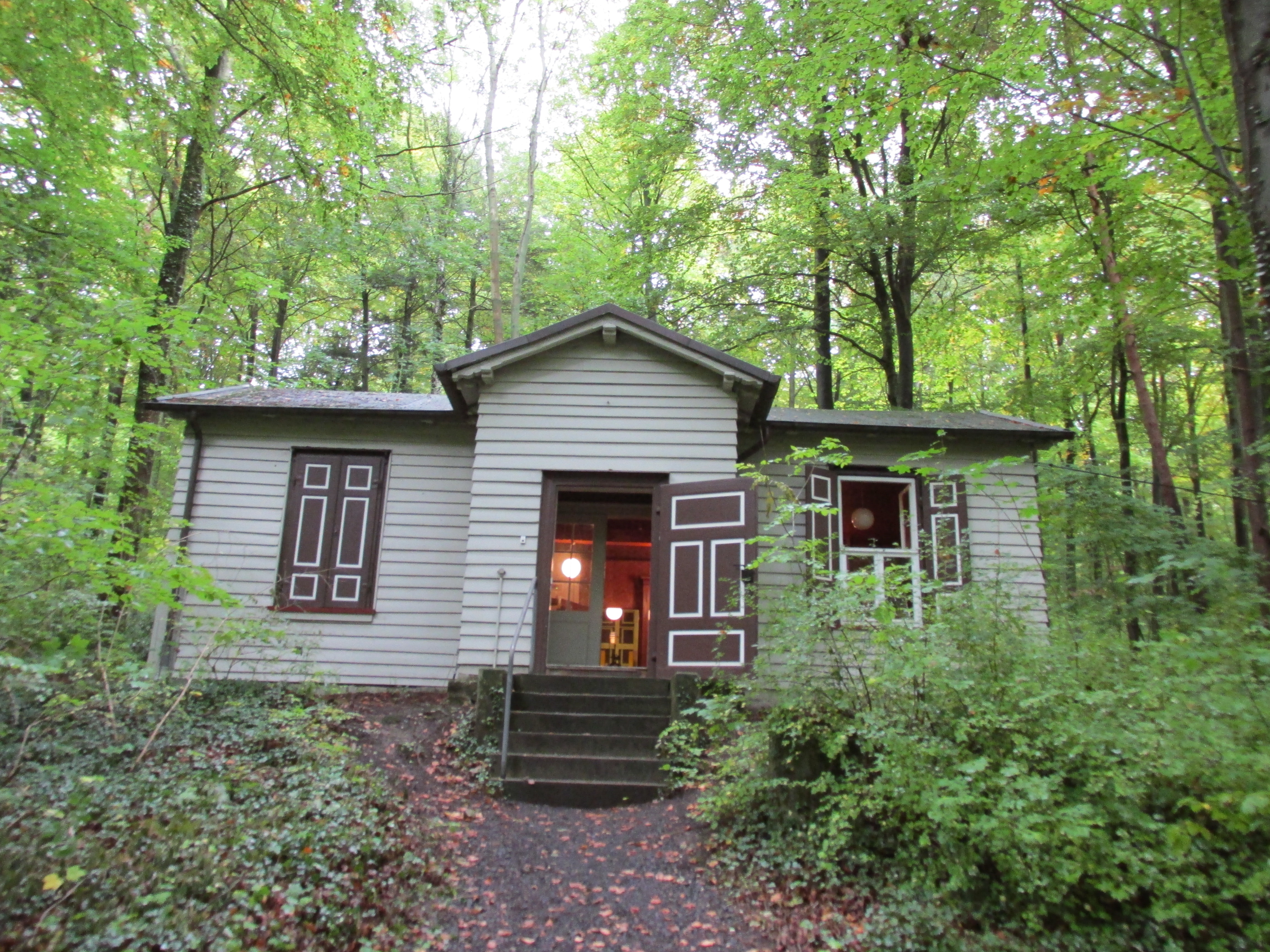
Gaußhaus

Im Jahr 1833 ließ Carl Friedrich Gauß im Garten der Sternwarte Göttingen ein hölzernes Gebäude errichten, um darin gemeinsam mit dem Physiker Wilhelm Weber Experimente insbesondere zum Erdmagnetismus durchzuführen. Dieses Gebäude wurde nach seinem Tode 1855 bis 1866 von Weber weiterhin genutzt und erweitert. Auch dessen Nachfolger Ernst Schering forschte bis 1897 dort. Kurz darauf wurde das Institut für Geophysik gegründet und das Gaußhaus wurde 1902 auf das Gelände der Erdbebenwarte umgesetzt. Eine Besonderheit des Hauses bestand darin, dass zum Bau keine Materialien mit magnetischen Eigenschaften verwendet wurden, um so möglichst störungsfrei magnetische Versuche durchführen zu können. Wo Metall notwendig war, wurde auf Kupfer, Messing oder Zink zurückgegriffen.

## Leitung der Erdbebenwarte
- Emil Wiechert (1898–1928)
- Gustav Angenheister (1928–1945)
- Julius Bartels (1946–1964)
- Manfred Siebert (1964–1992)
- Ulrich Christensen (1992–2003)
- Wiechert’sche Erdbebenwarte Göttingen e.V. (seit 2005)